# Casalinho da Ajuda
O Bairro do Casalinho da Ajuda é um bairro social de Lisboa, criado nos anos 60, que se situa na freguesia da Ajuda,na orla do Parque Florestal de Monsanto, perto do Palácio da Ajuda e do Pólo Universitário do Alto da Ajuda (Faculdade de Arquitectura, Medicina Veterinária e Instituto de Ciências Sociais e Políticas).
A origem do Casalinho da Ajuda remonta ao final do período da Monarquia Portuguesa. As primeiras casas edificadas datam de 1907, situadas junto ao actual Portão da Tapada da Ajuda.
O seu nome está associado a um Casal aí existente.
Até ao final da primeira metade do século XX o Casalinho resumia-se a um pequeno aglomerado de edifícios rodeado de terras de cultivo (Monsanto, Tapada da Ajuda e Terras da empresa FH D'Oliveira).
Em 1960, com o início das obras da primeira travessia sobre o Tejo, várias famílias foram desalojadas em consequência das Obras e foram orientadas pelo município para a se instalarem em barracas de madeira provisórias no Casalinho da Ajuda. Permaneceram nas primitivas barracas até 1970, data em que foi concluído e entregue as primeiras chaves das casas para pobres do Bairro do Casalinho da Ajuda, criado no seguimento da política de urbanismo social do Estado Novo.
Nuno Reis